# Жилмонди
Жилмо́нди (порт. Gilmonde) — район (фрегезия) в Португалии, входит в округ Брага. Является составной частью муниципалитета Барселуш. Находится в составе крупной городской агломерации Большое Минью. По старому административному делению входил в провинцию Минью. Входит в экономико-статистический субрегион Каваду, который входит в Северный регион. Население составляет 1525 человек на 2001 год. Занимает площадь 4,87 км².